# Shibata, Niigata
Shibata (japanska: 新発田市 ?, Shibata-shi) är en stad i Niigata prefektur i Japan. Staden fick stadsrättigheter 1947.